# Liste der Stolpersteine in Magdeburg-Cracau
Die Liste der Stolpersteine in Magdeburg-Cracau enthält die Stolpersteine im Magdeburger Stadtteil Cracau, die an das Schicksal der Menschen erinnern, die im Nationalsozialismus ermordet, deportiert, vertrieben oder in den Suizid getrieben wurden. Sie ist nach Nachnamen sortiert und listet Namen, Standorte. Die Tabelle erfasst insgesamt 53 Stolpersteine und ist teilweise sortierbar; die Grundsortierung erfolgt alphabetisch nach dem Familiennamen.
| Bild                                                            | Inschrift | Name                                                            | Ort                                                                       | Verlegedatum  | Anmerkungen                                                                                   |
| --------------------------------------------------------------- | --- | --------------------------------------------------------------- | ------------------------------------------------------------------------- | ------------- | --------------------------------------------------------------------------------------------- |
| Adler, Karl Ernst Erich                                         | KARL FRIEDRICH ADLER JG. 1905 MAGDEBURG EINGEWIESEN 12.11.1928                                                                                            | Adler, Karl Ernst Erich                                         | Pfeifferstraße 3–7, Haltestelle Pfeiffersche Stiftungen Westseite (Karte) | 21. Juli 2014 | Biografie: Adler_Karl_Ernst_Erich.PDF (PDF; 503,9 kB)                                         |
| Arendt (Arndt), Martha                                          | MARTHA ARENDT JG. 1891 HOHENDODELEBEN 31.3.1941 HEILANSTALT HALDENSLEBEN ´VERLEGT´ 30.5.1941 HEILANSTALT UCHTSPRINGE ERMORDET 20.5.1944                   | Arendt (Arndt), Martha                                          | Pfeifferstraße 3–7, Haltestelle Pfeiffersche Stiftungen Ostseite (Karte)  | 7. März 2015  | Biografie: Arend_Martha.PDF (PDF; 590,7 kB)                                                   |
| Arent, Albert Fritz                                             | ALBERT FRITZ ARENT JG. 1911 ASCHERSLEBEN EINGEWIESEN 30.1.1921                                                                                            | Arent, Albert Fritz                                             | Pfeifferstraße 3–7, Haltestelle Pfeiffersche Stiftungen Westseite (Karte) | 21. Juli 2014 | Biografie: Arent_Albert_Fritz.PDF (PDF; 511,6 kB)                                             |
| Bähr, Franz Otto                                                | OTTO BAEHR JG. 1906 SCHOENNEWITZ EINGEWIESEN 14.11.1930                                                                                                   | Bähr, Franz Otto                                                | Pfeifferstraße 3–7, Haltestelle Pfeiffersche Stiftungen Westseite (Karte) | 21. Juli 2014 | Biografie: Bähr_Franz_Otto.PDF (PDF; 513,1 kB)                                                |
| Behinderte aus dem Haus Bethanien                               | HAUS BETHANIEN PFEIFFERSCHE STIFTUNGEN HIER LEBTEN ZWISCHENANSTALT 19.2.1941 ALTSCHERBITZ ´VERLEGT´ 18.4.1941 BERNBURG/SAALE ERMORDET 18.4.1941 AKTION T4 | Behinderte aus dem Haus Bethanien                               | Pfeifferstraße 3–7, Haltestelle Pfeiffersche Stiftungen Westseite (Karte) | 21. Juli 2014 | Biografie: Behinderte_aus_dem_Haus_Bethanien.PDF (PDF; 518,8 kB)                              |
| Behinderte Frauen und Kinder, Pfeiffersche Stiftungen Magdeburg | PFEIFFERSCHE STIFTUNGEN HIER LEBTEN BEHINDERTE KINDER UND FRAUEN BIS 1941                                                                                 | Behinderte Frauen und Kinder, Pfeiffersche Stiftungen Magdeburg | Pfeifferstraße 3–7, Haltestelle Pfeiffersche Stiftungen Ostseite (Karte)  | 7. März 2015  | Biografie: Behinderte_Frauen_und_Kinder_Pfeiffersche_Stiftungen_Magdeburg.PDF (PDF; 867,9 kB) |
| Berger, Berta Charlotte                                         | BERTA CHARLOTTE BERGER JG. 1910 QUERFURT ´VERLEGT´ 30.5.1941 HEILANSTALT UCHTSPRINGE ERMORDET 16.8.1943                                                   | Berger, Berta Charlotte                                         | Pfeifferstraße 3–7, Haltestelle Pfeiffersche Stiftungen Ostseite (Karte)  | 7. März 2015  | Biografie: Berger_Berta_Charlotte.PDF (PDF; 536,7 kB)                                         |
| Blochmann, Elfriede                                             | ELFRIEDE BLOCHMANN JG. 1926 ERFURT ´VERLEGT´ 30.5.1941 HEILANSTALT UCHTSPRINGE ´KINDERFACHABTEILUNG´ ERMORDET 29.10.1943                                  | Blochmann, Elfriede                                             | Pfeifferstraße 3–7, Haltestelle Pfeiffersche Stiftungen Ostseite (Karte)  | 7. März 2015  | Biografie: Blochmann_Elfriede.PDF (PDF; 455,9 kB)                                             |
| Bormann, Elfriede                                               | ELFRIEDE BORMANN JG. 1920 MAGDEBURG 31.3.1941 HEILANSTALT HALDENSLEBEN ´VERLEGT´ 12.5.1941 HEILANSTALT UCHTSPRINGE ERMORDET 10.10.1942                    | Bormann, Elfriede                                               | Pfeifferstraße 3–7, Haltestelle Pfeiffersche Stiftungen Ostseite (Karte)  | 7. März 2015  | Biografie: Bormann_Elfriede_Berta_Klara.PDF (PDF; 689,3 kB)                                   |
| Böttcher, Martha                                                | MARTHA BÖTTCHER JG. 1873 SANGERHAUSEN ´VERLEGT´ 30.5.1941 HEILANSTALT UCHTSPRINGE ERMORDET 28.11.1941                                                     | Böttcher, Martha                                                | Pfeifferstraße 3–7, Haltestelle Pfeiffersche Stiftungen Ostseite (Karte)  | 7. März 2015  | Biografie: Böttcher_Magdalena_Elsbeth_Martha.PDF (PDF; 546,9 kB)                              |
| Brauer, Carl Richard                                            | RICHARD BRAUER JG. 1882 LAUCHA EINGEWIESEN 27.2.1923 | Brauer, Carl Richard                                            | Pfeifferstraße 3–7, Haltestelle Pfeiffersche Stiftungen Westseite (Karte) | 21. Juli 2014 | Biografie: Brauer_Carl_Richard.PDF (PDF; 505,4 kB)                                            |
| Braun, Franz Adolf Wilhelm                                      | FRANZ BRAUN JG. 1888 MAGDEBURG EINGEWIESEN 1.5.1922 | Braun, Franz Adolf Wilhelm                                      | Pfeifferstraße 3–7, Haltestelle Pfeiffersche Stiftungen Westseite (Karte) | 21. Juli 2014 | Biografie: Braun_Franz_Adolf_Wilhelm.PDF (PDF; 509,5 kB)                                      |
| Braune, Else                                                    | ELSE BRAUNE JG. 1889 KALBE/M ´VERLEGT´ 30.5.1941 HEILANSTALT UCHTSPRINGE ERMORDET 20.7.1941                                                               | Braune, Else                                                    | Pfeifferstraße 3–7, Haltestelle Pfeiffersche Stiftungen Ostseite (Karte)  | 7. März 2015  | Biografie: Braune_Magda_Else.PDF (PDF; 544,9 kB)                                              |
| Bunk, Ursula                                                    | URSULA BUNK JG. 1925 BARLEBEN ´VERLEGT´ 30.5.1941 HEILANSTALT UCHTSPRINGE ´KINDERFACHABTEILUNG´ ERMORDET 24.9.1941                                        | Bunk, Ursula                                                    | Pfeifferstraße 3–7, Haltestelle Pfeiffersche Stiftungen Ostseite (Karte)  | 7. März 2015  | Biografie: Bunk_Ursula_Martha.PDF (PDF; 530,3 kB)                                             |
| Cechini, Franziska                                              | FRANZISKA CECHINE JG. 1901 AUGSDORF ´VERLEGT´ 30.5.1941 HEILANSTALT UCHTSPRINGE ERMORDET 27.8.1941                                                        | Cechini, Franziska                                              | Pfeifferstraße 3–7, Haltestelle Pfeiffersche Stiftungen Ostseite (Karte)  | 7. März 2015  | Biografie: Cechine_Franziska.PDF (PDF; 515,3 kB)                                              |
| Eilfeld, Walter Emil                                            | WALTER EMIL EILFELD JG. 1924 UNTERESPERSTEDT EINGEWIESEN                                                                                                  | Eilfeld, Walter Emil                                            | Pfeifferstraße 3–7, Haltestelle Pfeiffersche Stiftungen Westseite (Karte) | 21. Juli 2014 | Biografie: Eilfeld_Walter_Emil.PDF (PDF; 511,8 kB)                                            |
| Elsner, Otto                                                    | OTTO ELSNER JG. 1914 GROSS SALZE EINGEWIESEN | Elsner, Otto                                                    | Pfeifferstraße 3–7, Haltestelle Pfeiffersche Stiftungen Westseite (Karte) | 21. Juli 2014 | Biografie: Elsner_Otto.PDF (PDF; 509,4 kB)                                                    |
| Fey, Hermann                                                    | HERMANN FEY JG. 1908 ZILBECK EINGEWIESEN | Fey, Hermann                                                    | Pfeifferstraße 3–7, Haltestelle Pfeiffersche Stiftungen Westseite (Karte) | 21. Juli 2014 | Biografie: Fey_Hermann.PDF (PDF; 511 kB)                                                      |
| Franz, Richard Bruno                                            | BRUNO FRANZ JG. 1908 BERLIN EINGEWIESEN 1915 | Franz, Richard Bruno                                            | Pfeifferstraße 3–7, Haltestelle Pfeiffersche Stiftungen Westseite (Karte) | 21. Juli 2014 | Biografie: Franz_Richard_Bruno.PDF (PDF; 514,1 kB)                                            |
| Fricke, Erich Emil                                              | ERICH EMIL FRICKE JG. 1902 HALBERSTADT EINGEWIESEN | Fricke, Erich Emil                                              | Pfeifferstraße 3–7, Haltestelle Pfeiffersche Stiftungen Westseite (Karte) | 21. Juli 2014 | Biografie: Fricke_Erich_Emil.PDF (PDF; 512 kB)                                                |
| Gerloff, Lucie                                                  | LUCIE GERLOFF JG. 1895 MEITZENDORF ´VERLEGT´ 30.5.1941 HEILANSTALT UCHTSPRINGE ERMORDET 11.12.1941                                                        | Gerloff, Lucie                                                  | Pfeifferstraße 3–7, Haltestelle Pfeiffersche Stiftungen Ostseite (Karte)  | 7. März 2015  | Biografie: Gerloff_Anna_Elisabeth_Lucie.PDF (PDF; 514,4 kB)                                   |
| Gössner, Friedrich Carl                                         | FRIEDRICH CARL GÖSSER JG. 1900 BAD KÖSEN EINGEWIESEN | Gössner, Friedrich Carl                                         | Pfeifferstraße 3–7, Haltestelle Pfeiffersche Stiftungen Westseite (Karte) | 21. Juli 2014 | Biografie: Gössner_Friedrich_Carl.PDF (PDF; 511,9 kB)                                         |
| Gurschke, Günter                                                | GÜNTER GURSCHKE JG. 1927 HÖRSINGEN ´VERLEGT´ 30.5.1941 HEILANSTALT UCHTSPRINGE ERMORDET 5.8.1941                                                          | Gurschke, Günter                                                | Pfeifferstraße 3–7, Haltestelle Pfeiffersche Stiftungen Ostseite (Karte)  | 7. März 2015  | Biografie: Gurschke_Günter_Adolf_Heinrich.PDF (PDF; 627,9 kB)                                 |
| Gutewort, August Hermann                                        | AUGUST HERMANN GUTEWORT JG. 1865 JESSEN EINGEWIESEN 1925                                                                                                  | Gutewort, August Hermann                                        | Pfeifferstraße 3–7, Haltestelle Pfeiffersche Stiftungen Westseite (Karte) | 21. Juli 2014 | Biografie: Gutewort_August_Hermann.PDF (PDF; 517,3 kB)                                        |
| Hartkopf, lda                                                   | IDA HARTKOPF JG. 1890 GERBSTEDT 30.5.1941 HEILANSTALT UCHTSPRINGE ´VERLEGT´ 28.6.1944 HEILANSTALT PFAFFERODE ERMORDET 30.10.1944                          | Hartkopf, lda                                                   | Pfeifferstraße 3–7, Haltestelle Pfeiffersche Stiftungen Ostseite (Karte)  | 7. März 2015  | Biografie: Hartkopf_Friederike_Charlotte_Ida.PDF (PDF; 518,5 kB)                              |
| Helsinger, Joachim                                              | JOACHIM HELSINGER JG. 1927 ASCHERSLEBEN ´VERLEGT´ 30.5.1941 HEILANSTALT UCHTSPRINGE ´KINDERFACHABTEILUNG´ ERMORDET 19.10.1941                             | Helsinger, Joachim                                              | Pfeifferstraße 3–7, Haltestelle Pfeiffersche Stiftungen Ostseite (Karte)  | 7. März 2015  | Biografie: Helsinger_Joachim_Rolf.PDF (PDF; 628,3 kB)                                         |
| Hesse, Guido                                                    | GUIDO HESSE JG. 1888 HAMBURG EINGEWIESEN 5.12.1917 | Hesse, Guido                                                    | Pfeifferstraße 3–7, Haltestelle Pfeiffersche Stiftungen Westseite (Karte) | 21. Juli 2014 | Biografie: Hesse_Guido.PDF (PDF; 505,3 kB)                                                    |
| Heyer, Hans-Joachim                                             | HANS-JOACHIM HEYER JG. 1931 MAGDEBURG ´VERLEGT´ 30.5.1941 HEILANSTALT UCHTSPRINGE ERMORDET 21.12.1941                                                     | Heyer, Hans-Joachim                                             | Pfeifferstraße 3–7, Haltestelle Pfeiffersche Stiftungen Ostseite (Karte)  | 7. März 2015  | Biografie: Heyer_Hans_Joachim_Rudolf.PDF (PDF; 630,9 kB)                                      |
| Himburg, Gerda                                                  | GERDA HIMBURG JG. 1928 HALLE ´VERLEGT´ 30.5.1941 HEILANSTALT UCHTSPRINGE ERMORDET 9.2.1942                                                                | Himburg, Gerda                                                  | Pfeifferstraße 3–7, Haltestelle Pfeiffersche Stiftungen Ostseite (Karte)  | 7. März 2015  | Biografie: Himburg_Gerda_Erna.PDF (PDF; 527,1 kB)                                             |
| Holzhäuser, Georg                                               | GEORG HOLZHÄUSER JG. 1927 GISPERSLEBEN ´VERLEGT´ 30.5.1941 HEILANSTALT UCHTSPRINGE ERMORDET 3.7.1941                                                      | Holzhäuser, Georg                                               | Pfeifferstraße 3–7, Haltestelle Pfeiffersche Stiftungen Ostseite (Karte)  | 7. März 2015  | Biografie: Holzhäuser_Emil_Günther_Paul_Georg.PDF (PDF; 633,9 kB)                             |
| Hüttepohl, Otto Karl                                            | OTTO HÜTTEPOHL JG. 1911 HETEBORN EINGEWIESEN 13.2.1925 | Hüttepohl, Otto Karl                                            | Pfeifferstraße 3–7, Haltestelle Pfeiffersche Stiftungen Westseite (Karte) | 21. Juli 2014 | Biografie: Hüttepohl_Otto_Karl.PDF (PDF; 517,9 kB)                                            |
| Käsemadel, Marie geb. Richter                                   | MARIE KÄSEMADEL GEB. RICHTER JG. 1855 BITTERFELD ´VERLEGT´ 30.5.1941 HEILANSTALT UCHTSPRINGE ERMORDET 15.10.1942                                          | Käsemadel, Marie geb. Richter                                   | Pfeifferstraße 3–7, Haltestelle Pfeiffersche Stiftungen Ostseite (Karte)  | 7. März 2015  | Biografie: Käsemadel_Dorothea_Marie.PDF (PDF; 541,6 kB)                                       |
| Keil, Ernst Willy                                               | WILLY KEIL JG. 1904 GREIZ EINGEWIESEN | Keil, Ernst Willy                                               | Pfeifferstraße 3–7, Haltestelle Pfeiffersche Stiftungen Westseite (Karte) | 21. Juli 2014 | Biografie: Keil_Ernst_Willy.PDF (PDF; 511,3 kB)                                               |
| Krone, Alwine                                                   | HIER WOHNTE ALWINE KRONE GEB. ELLENBURG JG. 1887 DEPORTIERT 1942 THERESIENSTADT ERMORDET 25.2.1943                                                        | Krone, Alwine                                                   | Potsdamer Str. 3 (Karte)                                                  | 10. Okt. 2023 | Biografie: Krone_Alwine.PDF (PDF; 433 kB)                                                     |
| Kunze, Bernhard Karl Emil                                       | BERNHARD KUNZE JG. 1918 BAD KÖSEN EINGEWIESEN | Kunze, Bernhard Karl Emil                                       | Pfeifferstraße 3–7, Haltestelle Pfeiffersche Stiftungen Westseite (Karte) | 21. Juli 2014 | Biografie: Kunze_Bernhard_Karl_Emil.PDF (PDF; 515,1 kB)                                       |
| Liebig, Horst                                                   | HORST LIEBIG JG. 1934 MERSEBURG ´VERLEGT´ 30.5.1941 HEILANSTALT UCHTSPRINGE ERMORDET 2.9.1941                                                             | Liebig, Horst                                                   | Pfeifferstraße 3–7, Haltestelle Pfeiffersche Stiftungen Ostseite (Karte)  | 7. März 2015  | Biografie: Liebig_Horst_Kurt_Otto.PDF (PDF; 633 kB)                                           |
| Liesenberg, Lina                                                | LINA LIESENBERG JG. 1900 WEHRSTEDT ´VERLEGT´ 25.8.1941 HEILANSTALT UCHTSPRINGE ERMORDET 2.9.1942                                                          | Liesenberg, Lina                                                | Pfeifferstraße 3–7, Haltestelle Pfeiffersche Stiftungen Ostseite (Karte)  | 7. März 2015  | Biografie: Liesenberg_Lina.PDF (PDF; 636,1 kB)                                                |
| Litte, Friedrich Otto                                           | FRIEDRICH OTTO LITTE JG. 1888 CALBE/SAALE EINGEWIESEN | Litte, Friedrich Otto                                           | Pfeifferstraße 3–7, Haltestelle Pfeiffersche Stiftungen Westseite (Karte) | 21. Juli 2014 | Biografie: Litte_Friedrich_Otto.PDF (PDF; 517,6 kB)                                           |
| Möser, Pankraz                                                  | PANKRAZ MÖSER EINGEWIESEN | Möser, Pankraz                                                  | Pfeifferstraße 3–7, Haltestelle Pfeiffersche Stiftungen Westseite (Karte) | 21. Juli 2014 | Biografie: Möser_Pankraz.PDF (PDF; 514,1 kB)                                                  |
| Moser, Richard Rudolf                                           | RUDOLF MOSER JG. 1906 HARTMANNSDORF EINGEWIESEN 23.8.1929                                                                                                 | Moser, Richard Rudolf                                           | Pfeifferstraße 3–7, Haltestelle Pfeiffersche Stiftungen Westseite (Karte) | 21. Juli 2014 | Biografie: Moser_Richard_Rudolf.PDF (PDF; 520,4 kB)                                           |
| Müller, Friedrich                                               | FRIEDRICH MÜLLER JG. 1917 TABARZ ´VERLEGT´ 25.8.1941 HEILANSTALT UCHTSPRINGE ERMORDET 16.6.1942                                                           | Müller, Friedrich                                               | Pfeifferstraße 3–7, Haltestelle Pfeiffersche Stiftungen Ostseite (Karte)  | 7. März 2015  | Biografie: Müller_Friedrich.PDF (PDF; 536,4 kB)                                               |
| Nowag, Gerhard                                                  | GERHARD NOWAG JG. 1923 HALLE 1.8.1940 HEILANSTALT UCHTSPRINGE ´VERLEGT´ 23.6.1941 BERNBURG/SAALE ERMORDET 23.6.1941 AKTION T4                             | Nowag, Gerhard                                                  | Pfeifferstraße 3–7, Haltestelle Pfeiffersche Stiftungen Ostseite (Karte)  | 7. März 2015  | Biografie: Nowag_Gerhard.PDF (PDF; 632,4 kB)                                                  |
| Quappe, Bernhard                                                | BERNHARD QUAPPE JG. 1902 RIXDORF EINGEWIESEN | Quappe, Bernhard                                                | Pfeifferstraße 3–7, Haltestelle Pfeiffersche Stiftungen Westseite (Karte) | 21. Juli 2014 | Biografie: Quappe_Richard_Bernhard.PDF (PDF; 515,8 kB)                                        |
| Querndt, Johanna                                                | JOHANNA QUERNDT JG. 1907 SANGERHAUSEN ´VERLEGT´ 30.5.1941 HEILANSTALT UCHTSPRINGE ERMORDET 11.10.1942                                                     | Querndt, Johanna                                                | Pfeifferstraße 3–7, Haltestelle Pfeiffersche Stiftungen Ostseite (Karte)  | 7. März 2015  | Biografie: Querndt_Johanna_Berta_Anna.PDF (PDF; 523,8 kB)                                     |
| Rasch, Erich                                                    | ERICH RASCH JG. 1921 HALLE EINGEWIESEN | Rasch, Erich                                                    | Pfeifferstraße 3–7, Haltestelle Pfeiffersche Stiftungen Westseite (Karte) | 21. Juli 2014 | Biografie: Rasch_Erich.PDF (PDF; 519,5 kB)                                                    |
| Reppel, Heinrich Hans                                           | HEINRICH HANS REPPEL JG. 1925 WITTENBERG ´VERLEGT´ 30.5.1941 HEILANSTALT UCHTSPRINGE ERMORDET 12.4.1942                                                   | Reppel, Heinrich Hans                                           | Pfeifferstraße 3–7, Haltestelle Pfeiffersche Stiftungen Ostseite (Karte)  | 7. März 2015  | Biografie: Reppel_Heinrich_Hans.PDF (PDF; 642 kB)                                             |
| Robold, Paul                                                    | PAUL ROBOLDT JG. 1903 GERA EINGEWIESEN | Robold, Paul                                                    | Pfeifferstraße 3–7, Haltestelle Pfeiffersche Stiftungen Westseite (Karte) | 21. Juli 2014 | Biografie: Robold_Paul.PDF (PDF; 517,5 kB)                                                    |
| Rulff, Emil                                                     | EMIL RULF JG. 1903 FROHSE EINGEWIESEN 2.1.1926 | Rulff, Emil                                                     | Pfeifferstraße 3–7, Haltestelle Pfeiffersche Stiftungen Westseite (Karte) | 21. Juli 2014 | Biografie: Rulff_Emil.PDF (PDF; 520,7 kB)                                                     |
| Sack, Karl Hermann                                              | HERMANN SACK JG. 1908 WITTENBERG EINGEWIESEN | Sack, Karl Hermann                                              | Pfeifferstraße 3–7, Haltestelle Pfeiffersche Stiftungen Westseite (Karte) | 21. Juli 2014 | Biografie: Sack_Karl_Hermann.PDF (PDF; 513,9 kB)                                              |
| Schiedung, August Walter                                        | AUGUST WALTER SCHIEDUNG JG. 1908 BOCKEINHAGEN EINGEWIESEN                                                                                                 | Schiedung, August Walter                                        | Pfeifferstraße 3–7, Haltestelle Pfeiffersche Stiftungen Westseite (Karte) | 21. Juli 2014 | Biografie: Schiedung_August_Walter.PDF (PDF; 518,1 kB)                                        |
| Schulze, Gerda                                                  | GERDA SCHULZE JG. 1922 MAGDEBURG 31.3.1941 HEILANSTALT HALDENSLEBEN ´VERLEGT´ 12.5.1941 HEILANSTALT UCHTSPRINGE ERMORDET 4.2.1942                         | Schulze, Gerda                                                  | Pfeifferstraße 3–7, Haltestelle Pfeiffersche Stiftungen Ostseite (Karte)  | 7. März 2015  | Biografie: Schulze_Sidonie_Gerda.PDF (PDF; 734,8 kB)                                          |
| Ullrich, Alfred                                                 | ALFRED ULLRICH JG. 1909 RIXDORF EINGEWIESEN 2.1.1914 | Ullrich, Alfred                                                 | Pfeifferstraße 3–7, Haltestelle Pfeiffersche Stiftungen Westseite (Karte) | 21. Juli 2014 | Biografie: Ullrich_Alfred.PDF (PDF; 511,4 kB)                                                 |
| Ulrich, Elfriede                                                | ELFRIEDE ULRICH JG. 1921 SCHÖNEBECK ´VERLEGT´ 30.5.1941 HEILANSTALT UCHTSPRINGE ERMORDET 18.6.1942                                                        | Ulrich, Elfriede                                                | Pfeifferstraße 3–7, Haltestelle Pfeiffersche Stiftungen Ostseite (Karte)  | 7. März 2015  | Biografie: Ulrich_Elfriede_Ida.PDF (PDF; 543,2 kB)                                            |
| Wartenberg, Friedrich                                           | FRIEDRICH WARTENBERG JG. 1926 HOHENWARTHE ´VERLEGT´ 30.5.1941 HEILANSTALT UCHTSPRINGE ERMORDET 8.8.1941                                                   | Wartenberg, Friedrich                                           | Pfeifferstraße 3–7, Haltestelle Pfeiffersche Stiftungen Ostseite (Karte)  | 7. März 2015  | Biografie: Wartenberg_Gustav_Heinrich_Friedrich.PDF (PDF; 636,1 kB)                           |